# Segunda División (Mexiko) 1953/54
Die Saison 1953/54 der mexikanischen Segunda División war die vierte Spielzeit einer landesweit ausgetragenen zweiten Liga in Mexiko.

## Veränderungen
Gegenüber der vorangegangenen Spielzeit gab es folgende Änderungen: Nicht mehr dabei waren der Aufsteiger Deportivo Toluca sowie der Club La Concepción und der erst vor einem Jahr in die Liga abgestiegene CD Veracruz, die sich beide aus finanziellen Gründen aus der Liga zurückgezogen hatten. Die Stadt Veracruz war zu Saisonbeginn zumindest mit ihrem zweiten Verein Atlético de Veracruz in der Liga vertreten. Doch nachdem dessen Mannschaft am 11. Oktober 1953 im Anschluss an ein Gastspiel beim Club San Sebastián in einen Verkehrsunfall geriet, bei dem mehrere Spieler ums Leben gekommen waren, konnte der Spielbetrieb nicht aufrechterhalten werden. Daher wurde Atlético Veracruz aus der Liga ausgeschlossen und alle bis dahin absolvierten 10 Spiele (1 Remis und 9 Niederlagen) als null und nichtig gewertet. Neu hinzugekommen waren der Absteiger aus der ersten Liga, CF La Piedad, sowie die neu in die Liga aufgenommenen Mannschaften vom CD Anáhuac, der seinen Stadtrivalen CF Monterrey am Saisonende weit hinter sich ließ, sowie dem Club Oviedo. Ein weiterer Neuzugang war der bereits im Vorjahr aufgenommene und wegen verschiedener Regelverstöße vorzeitig wieder ausgeschlossene CD Cuautla, der sich diesmal in der Liga etablieren konnte.

## Kreuz- und Abschlusstabelle 1953/54
Die Kreuztabelle stellt die Ergebnisse aller Spiele dieser Saison dar. Der Name der Heimmannschaft ist in der linken Spalte, ein Kürzel der Gastmannschaft in der oberen Zeile aufgelistet. Die Reihenfolge der Vereine bestimmt sich anhand der in dieser Saison erzielten Platzierung in der Gesamtsaisontabelle. Angaben zu den absolvierten Spielen (Sp.), Siegen (S), Unentschieden (U), Niederlagen (N) sowie des Torverhältnisses (Tore) und der erzielten Punkte befinden sich in den Feldern rechts neben der Kreuztabelle.
| Pos. | Mannschaft           | IRA | SEB | PIE | ANA | CUA | ZAM | QUE | MOC | MOR | ESR | OVI | MTY | Sp | S  | U | N  | Tore  | Punkte |
| ---- | -------------------- | --- | --- | --- | --- | --- | --- | --- | --- | --- | --- | --- | --- | -- | -- | - | -- | ----- | ------ |
| 01.  | CD Irapuato          |     | 2:0 | 3:2 | 2:2 | 1:0 | 3:1 | 1:0 | 0:0 | 3:1 | 4:0 | 4:1 | 3:2 | 22 | 14 | 4 | 04 | 42:24 | 32–12  |
| 02.  | Club San Sebastián   | 4:1 |     | 1:1 | 4:1 | 2:3 | 4:3 | 1:0 | 3:2 | 5:1 | 1:1 | 3:0 | 3:0 | 22 | 13 | 5 | 04 | 44:26 | 31–13  |
| 03.  | CF La Piedad         | 1:1 | 2:2 |     | 1:0 | 5:3 | 3:2 | 2:0 | 3:2 | 1:0 | 1:0 | 5:1 | 3:0 | 22 | 13 | 4 | 05 | 48:30 | 30–14  |
| 04.  | CD Anáhuac           | 2:2 | 0:1 | 1:0 |     | 3:2 | 1:2 | 0:0 | 4:0 | 1:4 | 3:4 | 2:2 | 3:0 | 22 | 09 | 5 | 08 | 42:35 | 23–21  |
| 05.  | CD Cuautla           | 1:0 | 1:0 | 1:1 | 2:0 |     | 3:0 | 0:0 | 0:2 | 1:1 | 1:1 | 1:1 | 3:0 | 22 | 08 | 7 | 07 | 34:35 | 23–21  |
| 06.  | CD Zamora            | 1:2 | 0:0 | 3:4 | 3:2 | 2:1 |     | 0:1 | 4:1 | 2:0 | 4:0 | 3:1 | 1:0 | 22 | 10 | 2 | 10 | 38:34 | 22–22  |
| 07.  | Querétaro FC         | 0:2 | 4:1 | 2:1 | 2:3 | 0:1 | 1:0 |     | 0:0 | 2:1 | 1:5 | 2:0 | 2:0 | 22 | 09 | 3 | 10 | 25:25 | 21–23  |
| 08.  | UD Moctezuma         | 3:1 | 0:0 | 1:2 | 1:4 | 2:2 | 2:1 | 2:1 |     | 5:2 | 3:0 | 3:4 | 2:0 | 22 | 07 | 7 | 08 | 36:38 | 21–23  |
| 09.  | Atlético Morelia     | 0:2 | 0:1 | 3:1 | 0:2 | 6:1 | 1:2 | 2:0 | 2:0 |     | 3:1 | 1:3 | 2:1 | 22 | 08 | 2 | 12 | 35:40 | 18–26  |
| 10.  | Estrella Roja Toluca | 1:3 | 1:2 | 2:0 | 1:1 | 2:4 | 1:1 | 2:1 | 2:2 | 2:2 |     | 1:4 | 1:1 | 22 | 04 | 8 | 10 | 31:47 | 16–28  |
| 11.  | Club Oviedo          | 0:1 | 1:2 | 1:5 | 2:6 | 3:3 | 2:1 | 1:4 | 1:1 | 1:2 | 3:3 |     | 1:2 | 22 | 05 | 5 | 12 | 36:56 | 15–29  |
| 12.  | CF Monterrey         | 2:1 | 2:4 | 1:4 | 0:1 | 3:0 | 1:2 | 0:2 | 2:2 | 3:1 | 2:0 | 1:3 |     | 22 | 05 | 2 | 15 | 23:44 | 12–32  |